# FIL Juniorenweltcup Rennrodeln auf Naturbahn 2016/17
Der FIL Juniorenweltcup Rennrodeln auf Naturbahn 2016/17 begann am 29. Dezember 2016 im steirischen Winterleiten (AUT) bei Judenburg/Obdach und endete am 21.  Januar 2017 in Unterammergau (GER). Höhepunkt der Saison war die 34. FIL-Naturbahnrodel-Junioreneuropameisterschaft vom 11. bis zum 12. Februar 2017 in Umhausen (AUT).

## Damen-Einsitzer

### Ergebnisse
| Datum                          | Ort                 | Siegerin           | Zweite             | Dritte          |
| ------------------------------ | ------------------- | ------------------ | ------------------ | --------------- |
| 29. bis 30. Dezember 2016      | Obdach-Winterleiten | Daniela Mittermair | Theresa Maurer     | Camilla Singer  |
| 4. bis 5. Januar 2017          | Latzfons            | Alexandra Pfattner | Daniela Mittermair | Nadine Staffler |
| 14. Januar bis 15. Januar 2017 | Laas                | Daniela Mittermair | Nadine Staffler    | Camilla Singer  |
| 21. bis 22. Januar 2017        | Unterammergau       | Camilla Singer     | Daniela Mittermair | Theresa Maurer  |

### Weltcupstand
Endstand
| Rang | Name                 | Punkte |
| ---- | -------------------- | ------ |
| 01   | Daniela Mittermair   | 370    |
| 02   | Camilla Singer       | 290    |
| 03   | Nadine Staffler      | 260    |
| 04   | Lisa Walch           | 225    |
| 05   | Greta Oberrauch      | 202    |
| 06   | Christa Unterholzner | 198    |
| 07   | Vanessa Markt        | 173    |
| 08   | Theresa Maurer       | 155    |
| 09   | Aleksandra Suvorova  | 153    |
| 10   | Andrea Kuntner       | 134    |

## Herren-Einsitzer

### Ergebnisse
| Datum                     | Ort                 | Sieger             | Zweiter            | Dritter            |
| ------------------------- | ------------------- | ------------------ | ------------------ | ------------------ |
| 29. bis 30. Dezember 2016 | Obdach-Winterleiten | Fabian Achenrainer | Florian Markt      | Jack Leslie        |
| 4. bis 5. Januar 2017     | Latzfons            | Florian Markt      | Jack Leslie        | Philip Haselrieder |
| 14. bis 15. Januar 2017   | Laas                | Jack Leslie        | Fabian Achenrainer | Laurin Kompatscher |
| 21. bis 22. Januar 2017   | Unterammergau       | Fabian Achenrainer | Florian Markt      | Jack Leslie        |

### Weltcupstand
Endstand
| Rang | Name                | Punkte |
| ---- | ------------------- | ------ |
| 01   | Fabian Achenrainer  | 345    |
| 02   | Florian Markt       | 330    |
| 03   | Jack Leslie         | 325    |
| 04   | Laurin Kompatscher  | 240    |
| 05   | Florian Haselrieder | 210    |
| 06   | Aleksandr Zyrianov  | 171    |
| 07   | Daniel Gruber       | 159    |
| 08   | Philip Haselrieder  | 153    |
| 09   | Elias Gruber        | 150    |
| 10   | Manuel Gaio         | 149    |

## Doppelsitzer

### Ergebnisse
| Datum                     | Ort                 | Sieger     | Sieger                              | Zweite     | Zweite                               | Dritte   | Dritte                               |
| ------------------------- | ------------------- | ---------- | ----------------------------------- | ---------- | ------------------------------------ | -------- | ------------------------------------ |
| 29. bis 30. Dezember 2016 | Obdach-Winterleiten | Osterreich | Fabian Achenrainer – Miguel Brugger | Ukraine    | Andrii Demchuk – Myroslav Lenko      | Russland | Kirill Kravchuk – Aleksandr Zyrianov |
| 4. bis 5. Januar 2017     | Latzfons            | Osterreich | Fabian Achenrainer – Miguel Brugger | Russland   | Kirill Kravchuk – Aleksandr Zyrianov | Italien  | Manuel Gaio – Nicolo Debertolis      |
| 14. bis 15. Januar 2017   | Laas                | Italien    | Manuel Gaio – Nicolo Debertolis     | Osterreich | Fabian Achenrainer – Miguel Brugger  | Russland | Kirill Kravchuk – Aleksandr Zyrianov |
| 21. bis 22. Januar 2017   | Unterammergau       | Osterreich | Fabian Achenrainer – Miguel Brugger | Italien    | Manuel Gaio – Nicolo Debertolis      | Ukraine  | Andriy Demchuk – Myroslav Lenko      |

### Weltcupstand
Endstand
| Rang | Name                                 | Punkte |
| ---- | ------------------------------------ | ------ |
| 01   | Fabian Achenrainer – Miguel Brugger  | 385    |
| 02   | Manuel Gaio – Nicolo Debertolis      | 315    |
| 03   | Kirill Kravchuk – Aleksandr Zyrianov | 285    |
| 04   | Josef Limmer – Simon Dietz           | 225    |
| 05   | Andriy Demchuk – Myroslav Lenko      | 215    |
| 06   | Rafal Zasuwa – Kacper Spratek        | 50     |
| 06   | Marcin Sitkowski – Kacper Spratek    | 50     |
| 06   | Ieksei Sergushkin – Evgenii Obedin   | 50     |
| 09   | Marcin Sitkowski – Patryk Budny      | 46     |